# Dionisíades
Dionisíades (en griego antiguo: Διονυσιάδης) de Tarso fue un antiguo poeta trágico griego que vivió en la época de Alejandro Magno (segunda mitad del siglo IV a. C.). Según Estrabón, fue el mejor entre los poetas trágicos incluidos en la llamada Pléyade alejandrina.
No es seguro si es idéntico a Dionisíades de Malo, Cilicia, también poeta trágico, que escribió una obra titulada Estilos o amantes de la comedia (en griego antiguo: Χαρακτῆρες ἢ Φιλοκωμῳδοί), "en el que describe (ἀπαγγέλλει) los estilos de los poetas [cómicos]". Este trabajo fue quizás el primer intento de distinguir y definir los estilos de los poetas cómicos áticos . Suda menciona que Dionisíades de Malo era miembro de la Pléyade y su padre se llamaba Filárquides.